# Equinox (OSGi)
Equinox — каркас приложения проекта Eclipse, реализующий спецификацию OSGi R4. По сути является системой поддержки подключаемых модулей, которая позволяет разработчикам создавать приложения в виде группы наборов (англ. bundle), использующих общие сервисы и инфраструктуру. В версии Eclipse 3.0 Equinox заменил старую систему поддержки плагинов, использовавшуюся в более ранних версиях. Таким образом, технология OSGi предоставляет сервис-ориентированную платформу с поддержкой модульности для разработки приложений.